# Alue Campli
Alue Campli is een bestuurslaag in het regentschap Aceh Utara van de provincie Atjeh, Indonesië. Alue Campli telt 558 inwoners (volkstelling 2010).